# 中央州 (ザンビア)
中央州(ちゅうおうしゅう、英語：Central Province)は、ザンビア中部の州。
州都はカブウェ。
面積は9万4394km²で、2016年の人口は155万6974人、人口密度は16.5人/km2。

## 歴史
1906年、州都カブウェにザンビア鉄道が到達した。
1959年10月、カブウェで後に初代大統領になるケネス・カウンダが統一国民独立党(UNIP)を立ち上げた。
1960年、ムルングシで独立のための会議が開催された。
1968年、ムルングシ宣言で社会主義国家になる事を宣言した。

## 隣接州
- 北：銅帯州、上カタンガ州
- 北東：ルアプラ州、北部州、ムチンガ州
- 東：東部州
- 南：ルサカ州
- 南西：南部州
- 西：西部州
- 北西：北西州

## 人口
- 1964年：50万5000人
- 1969年：71万3000人[1]
- 1980年8月25日：51万1905人
- 1990年8月20日：77万1818人
- 2000年10月20日：101万2257人
- 2010年10月16日：130万7111人
- 2016年7月1日：155万7000人[2]

## 行政区画

以下の11地区から成る
- イテスヒ・テスヒ地区（英語版）
- カピリ・ムポシ地区（英語版）
- カブウェ地区（英語版）
- セレンジェ地区（英語版）
- チサンバ地区（英語版）
- チタンボ地区（英語版）
- チボンボ地区（英語版）
- ムクシ地区（英語版）
- ムンブワ地区（英語版）
- ルアノ地区（英語版）
- ンガブウェ地区（英語版）

## 交通
ザンビア鉄道の本部がカブウェに有る。

## 自然
- 青潟国立公園（英語版）
- カサンカ国立公園（英語版）
- カフエ国立公園（英語版）
- バングウェウル湿地生態系（英語版）
- ルカンガ沼（英語版）
- ルクサシ川（英語版）
- ルセンフワ川（英語版）

## 主要都市
- カブウェ：22万4300人(州都)(2016年)
- カピリ・ムポシ：4万4783人(2010年)
- ムンブワ（英語版）：2万390人(2010年)
- ムクシ（英語版）：1万9196人(2010年)
- セレンジェ（英語版）：1万7754人(2010年)